# Morne Marguerite Larue
Le morne Marguerite Larue est un sommet situé sur l'île de Basse-Terre en Guadeloupe. 
Il se trouve sur le territoire de la commune de Deshaies.
Le morne est occupé par une forêt mésophile. 